# Никомах (отец Аристотеля)
Никомах (др.-греч. Νικόμαχος) (ум. ок. 367 году до н. э.) — древнегреческий врач, который находился при дворе македонского царя Аминты III. Отец знаменитого философа Аристотеля.

## Биография
Никомах был асклепиадом из Стагиры. Асклепиады были древнегреческими врачами, которые возводили свою генеалогию к богу медицины Асклепию и его отцу Аполлону. Никомах был назван в честь одного из своих мифологических предков — внука Асклепия и сына Махаона Никомаха.
Согласно Диогену Лаэртскому, Никомах был придворным врачом и другом македонского царя Аминты III. У Никомаха была жена Фестия или Фестида, а также дети — знаменитый философ Аристотель, Аримнест и Аримнеста. Предположительно Никомах умер в 367 году до н. э., после чего юный Аристотель переехал в Афины.
В честь Никомаха Аристотель назвал своего сына. Именем отца или сына Аристотеля названо одно из его самых известных сочинений «Никомахова этика».